# Lilitina tajna
Lilitina tajna je epizoda Teks Vilera objavljena u br. 14. obnovljene edicije Zlatne serije koju je pokrenuo Veseli četvrtak. Sveska je izašla 15.08.2019. god. i koštala 350 dinara (3,45 $; 2,96 €). Sveska sadrži tri epizode: Lilitina Tajna (str. 5-54), Dinamit (str. 55-104) i Jednog vrelog popodneva (str. 105-117).

## Originalna epizoda
Epizode su premijerno objavljene u ediciji Tex Magazine br. 4. u izdanju Bonelija u Italiji. Sveska je izašla 22.09.2018. u čast 70 godina od prve epizode Teksa Vilera. Epizodu Lilitina tajna je nacrtao Fabio Čiviteli, a scenario napisao Mauro Bozeli. Epizodu Dinamit je nacrtao Mauricio Doti, a scenario napisao Mario Bozeli.  Cena sveske iznosila je 6,9 €.